# リュオン
『リュオン』は、佐々木淳子作による少女漫画で、同じ佐々木の作による漫画『ダークグリーン』の外伝。
2002年にビブロス社の雑誌『マガジンZERO』に掲載され、その後、幻冬舎により2004年3月に単行本化された。

## 概要
本作誕生の発端は、かつてほぼ同時期に少女漫画雑誌に掲載されていた佐々木作のSF長編作品『ダークグリーン』『那由他』『ブレーメン5』の文庫本版を目にした編集担当者が、佐々木に作品の執筆を依頼したことから始まる。
佐々木の過去の作品を愛読していたその担当者は、佐々木との数度の打ち合わせの末、『ダークグリーン』の外伝の執筆を依頼。こうして『ダークグリーン』の続編という形で『リュオン』が誕生し、雑誌掲載に至った。
後にその編集担当者は、『那由他』『ブレーメン5』の外伝も描けないかと佐々木に依頼。これも執筆されることになり、『リュオン』単行本化の際に書き下ろし作品として同時に収録された。リュオンが『那由他』や『ブレーメン5』の世界に迷い込むという形式で描かれており、『ダークグリーン』と『那由他』は同一世界と思わせる描写が為されているが、『ブレーメン5』の世界は『ダークグリーン』とはパラレルワールドであることが作中で示唆されている。
2011年には幻冬舎コミックスから文庫本として刊行され、前述の編集担当者の希望による描き下ろし作品『ミュロウ』が新たに収録されている。
その他、『ダークグリーン』関連ではない単行本未収録作品が5点、単行本・文庫本双方に収録されており、そのうちの一つ『ルオスV』（『コミックゲーメスト』1997年4月掲載）のアイディアは、後に『ダークグリーン』シリーズ第3弾『ディメンショングリーン』へと繋がっている。

## あらすじ
1. リュオン
『ダークグリーン』の最終回でR-ドリームは閉じ、リュオンはただ1人、R-ドリームの中でいつ果てるともないゼルと戦いの日々を送り続けていた。それから十数年後──誰も入れないはずのR-ドリームに、あの北斗が入り込み、リュオンの前に駆けつけた。しかしリュオンは、R-ドリームが閉じる前の記憶をすべて失っていた。
2. ターン（『那由他』の外伝）
R-ドリームの中で北斗と共にゼルと戦い続けるリュオンは、誰かが自分を呼ぶ声を耳にする。次の瞬間、そこはR-ドリームではなく、ターンと名乗る少年がいた。そこは三千年前の地球。人間たちが神々の賜物と言われる「輪（ジャルン）」により、アザドーと呼ばれる怪物たちと戦い続けていた。
3. ヒュウ（『ブレーメン5』の外伝）
『ターン』のラストで、ターンによって三千年後の未来、即ち現代のR-ドリームへ帰還したはずのリュオンは、150年ほど未来へ行き過ぎ……そこにはターンそっくりの少年がいた。しかし彼は上半身は人間、下半身は黒豹──彼の名はヒュウと言った。そこは果てしない宇宙空間を旅する宇宙船、ジェダIIの中だった。
4. ミュロウ（『ダークグリーン』の外伝）
かつての北斗やリュオンの仲間、ミュロウとその娘のミランダが、R-ドリームへ入り込んだ。『ダークグリーン』終盤でアクシデントにより小さな人形のような姿となってしまっていたミュロウは、あらゆるものを元に戻すという「復活の滝」の存在を知り、元の姿に戻るため、ミランダとともに滝を目指す。

## 登場人物
リュオン
R-ドリーム最強と称えられていた少年戦士。R-ドリームが閉じられ、人々が誰もその中へ入ることのできなくなった中で、一切の記憶を封印して十数年間、ゼルとの孤独な戦いを繰り広げていた。
西荻 北斗（にしおぎ ほくと）
かつてリュオンと共にR-ドリームで戦っていた青年。美大卒業後にイラストレーターとなり、リュオンやR-ドリーム、世界各地のことを書籍として出版していた。海外取材中、地雷地帯での事故で重傷を負い、植物状態となってR-ドリームに入り込み、リュオンと再会を遂げる。
フィーン
自然と人間の調和の象徴として、少女の姿でR-ドリーム内に現れる存在。本作では人間の姿は現れず、ゼルを決して寄せ付けない絶対安全空間フィーン・フィールドとして、リュオンの安息の場所として彼を守っている。
ターン・パガラム
三千年前の古代文明の少年。「輪」所有者である両親をアザドーに殺され、ソズに義弟として引き取られた。後にアザドーと戦う戦士に選ばれるが、アザドーの本拠地に入り込んだことからすべての真実を知り、アザドーの側について輪所有者たちを敵に回す。
ソズ
三千年前の古代文明の女性で、孤児であるターンを引き取って義姉となった。ターンがアザドーと戦う戦士となった後も彼の身を案じつつ、やがてムバールの行動に疑問を抱き始める。
ムバール
評議会が決めたソズの婚約者で、輪所有者。人類を守る立場を取っているが、その実、アザドーを倒して輪を奪い取るためなら人間の犠牲もやむなしと考えている。ターン抹殺に固執するあまり、三千年前の古代文明をすべて消し去ってしまった。
セイセグI世
三千年前の古代文明の王。166年前にアザドーの死体から「輪」を手に入れ、それを「神々の賜物」として人々に知らしめ、輪所有者の力で全世界の統合を企んでいた。
バルロウ
セイセグI世の親友の孫。祖父はかつてセイセグと共に平和な国を築こうとしたが、やがて意見が対立、セイセグのもとを去った。バルロウ自身はムバールが文明を消滅させる前、ターンにより別の国へ避難させられ、生き延びた。『ダークグリーン』のバロー博士の祖先と思われる描写が為されている。
ミュロウ
かつて北斗やリュオンと共にR-ドリームで戦っていた少女戦士。現実世界ではルパート・ダインという男性。閉じられたR-ドリームにはもう誰も入れないはずだが、バロー博士が開発した装置にルパートが触れたことで、再びミュロウとしてR-ドリームに入る。
ミランダ
ルパートの娘で、容姿も北斗に惚れていることもミュロウに生き写し。バロー博士の装置により、父とともにR-ドリームに入り込む。R-ドリーム内で女性姿のミュロウとなる父ルパートとは逆に、ミランダは若き日のルパートそっくりの少年の姿となってしまう。